# Wilhelm Julius Coyet
Wilhelm Julius Coyet, auch Coijet  (* 14. April 1647 in Stockholm; † 27. April 1709 ebenda) war ein schwedischer Jurist, Diplomat und Regierungsbeamter.

## Leben
Er war der Sohn des schwedischen Diplomaten Peter Julius Coyet (1618–1667) und der Katarina Magdalena Leuhusen (1628–1647). Er studierte ab 1654 an der Universität Uppsala, unternahm dann Auslandsreisen und besuchte ab 1661 die Universität Heidelberg. 1666 wurde er Kanzleijunker. Er begleitete seinen Vater 1666/1667 auf Gesandtschaften nach England und in die Niederlande. An der Universität Oxford wurde er 1667 Master of Arts.
In den folgenden Jahren gehörte er verschiedenen Kommissionen an. 1673 war Sekretär bei der Justizrevision. In den Jahren 1676 bis 1678 leitete er Untersuchungen zum Hexenwesen.  Von 1682 bis 1684 war er außerordentlicher Gesandter in Kopenhagen. Ab 1684 war er Vorsitzender Richter (lagman) in Schonen und ab 1690 in Blekinge. 1692 wurde er Kanzler in Schwedisch-Pommern und im folgenden Jahr Vizepräsident des Wismarer Tribunals. In den Jahren 1698 und 1699 leitete er eine Kommission, die im Auftrag Karls XII. die Münzverhältnisse in Schwedisch-Pommern und deren Beeinflussung durch den abgesetzten Generalgouverneur Nils Bielke untersuchen sollte. Im März 1705 wurde Wilhelm Julius Coyet zum Hofkanzler in Stockholm ernannt. 1706 wurde er in den schwedischen Freiherrenstand erhoben. 1707 schloss er als Bevollmächtigter einen Vertrag mit Mecklenburg-Schwerin.

## Familie
Wilhelm Julius Coyet war dreimal verheiratet. Seiner ersten Ehe 1673 mit Elsa Palmqvist (1649–1679), der Tochter des Kammerrates Gustav Palmqvist, entstammten eine Tochter und ein Sohn, der spätere General Gustav Wilhelm Coyet (1678–1730). Aus der zweiten Ehe mit Elisabeth Gyllenstjerna af Svaneholm (1661–1703) gingen vier Söhne und eine Tochter hervor. Die dritte Ehe schloss er 1704 mit Anna Sofia Lindenow (1657–1716).